# Mill Creek (Washington)
Mill Creek ist eine Stadt im Snohomish County im US-Bundesstaat Washington. Sie liegt in der Nähe von Seattle. Bei der Volkszählung im Jahr 2020 hatte Mill Creek 20.926 Einwohner. 

## Geschichte
Die Stadt ist einer der wohlhabendsten Vororte in der Metropolregion Seattle und war ursprünglich eine geplante Gemeinde, die in den 1970er Jahren konzipiert wurde. Die geplante Entwicklung war um einen Country Club und einen Golfplatz zentriert, wobei in späteren Phasen weitere Entwicklungen in der Nähe stattfanden. Die Stadt wurde 1983 gegründet, kurz nach der Fertigstellung der ersten Entwicklungsphase, und erlebte ein starkes Bevölkerungswachstum durch die fortgesetzte Entwicklung der Vorstädte und die Eingemeindung der umliegenden Gebiete. Das Zentrum der Stadt ist das Mill Creek Town Center, ein gemischt genutztes Lifestyle-Center und Einzelhandelskomplex, der 2004 eröffnet wurde.

## Demografie
Nach der Schätzung von 2019 leben in Mill Creek 20.897 Menschen. Die Bevölkerung teilte sich im selben Jahr auf in 67,0 % Weiße, 3,4 % Afroamerikaner, 0,3 % amerikanische Ureinwohner, 19,0 % Asiaten, 0,3 % Ozeanier und 6,6 % mit zwei oder mehr Ethnizitäten. Hispanics oder Latinos aller Ethnien machten 5,8 % der Bevölkerung von Lake Stevens aus. Das mittlere Haushaltseinkommen lag bei 103.750 US-Dollar und die Armutsquote bei 4,3 %.
| Jahr | Einwohner¹ |
| ---- | ---------- |
| 1990 | 7172       |
| 2000 | 11.525     |
| 2010 | 18.244     |
| 2020 | 20.926     |

¹ 1990 – 2020: Volkszählungsergebnisse

## Verkehr
Mill Creek liegt östlich der Interstate 5, der wichtigsten Nord-Süd-Autobahn durch die Metropolregion von Seattle mit Verbindungen nach Downtown Seattle und Everett. 